# Le stagioni dell'acqua
Le stagioni dell'acqua è un romanzo di Laura Bosio del 2007 edito da Longanesi e vincitore del Premio letterario Basilicata.
Il libro è stato anche finalista al Premio Strega e al Premio letterario nazionale per la donna scrittrice.

## Trama
Alla "Torricella", grande casa immersa tra le risaie del Vercellese, Bianca, l’anziana padrona di casa, richiama a sé l'ex nuora, una donna turbata alla ricerca di sé stessa. Attorno a loro si muovono altri personaggi: Orientina, un'ex suora laboriosa e inventiva; Fondo, un soldato tedesco disprezzato da tutti; Albino, il vecchio fattore che racconta storie incantevoli.